# Paraphlegopteryx normalis
Paraphlegopteryx normalis is een schietmot uit de
familie Lepidostomatidae. De soort komt voor in het Oriëntaals gebied.